# Junior-VM i håndbold 2022 (kvinder)
Juniorverdensmesterskabet i håndbold for kvinder 2022 var det 23. junior-VM i håndbold for kvinder. Mesterskabet blev afviklet af International Handball Federation (IHF) og blev afholdt fra den 22. juni til den 3. juli 2022 i Celje, Slovenien.
Norge vandt deres anden titel på U/19-landsholdet efter finalesejr over Ungarn, mens Holland vandt bronzekampen over Sverige.

## Kvalifikation
| Kvalifikation               | Dato                  | Vært       | Antal | Kvalificeret                                                                               |
| --------------------------- | --------------------- | ---------- | ----- | ------------------------------------------------------------------------------------------ |
| Vært                        |                       |            | 1     | Slovenien                                                                                  |
| U/19-EM i håndbold 2021     | 8.–18. juli 2021      | Celje      | 11    | Tyskland Norge Ungarn Frankrig Rusland Danmark Rumænien Sverige Schweiz Slovakiet Kroatien |
| Europæisk kvalifikation     | 26.–28. november 2021 | Podgorica  | 1     | Polen                                                                                      |
| Europæisk kvalifikation     | 4.–6. marts 2022      | Hollabrunn | 1     |                                                                                            |
| U/19-Asienmesterskabet 2021 | 12.–21. februar 2022  | Tasjkent   | 5     |                                                                                            |